# Psygmatocerus guianensis
Psygmatocerus guianensis là một loài bọ cánh cứng trong họ Cerambycidae.